# شريفة السيد
شريفة السيد (مواليد 1959 في القاهرة) هي كاتبة وشاعرة مصرية.

## تعليمها
تخرجت شريفة في كلية دار العلوم بجامعة القاهرة عام 1981.

## حياتها العملية
بدأت حياتها العملية مُدرسة للغة العربية والدراسات الإسلامية عام 1984 وحتى عام 1991، ثم عملت بالمركز الإعلامي بهيئة الكتاب، ثم مسؤولة عن النشاط الثقافي بمكتبات دار الكتب والوثائق القومية، عملت مصححة للغة العربية في بعض دور النشر المصرية. عملت أيضًا بصفة مؤقتة مراجعة لغوية بالمنظمة العربية للتنمية الإدارية، جامعة الدول العربية. وصحفيًا، عملت شريفة صحفية في جرائد ومجلات مصرية وعربية مختلفة.

## أعمالها

### إنتاجاتها الأدبية
- «ملامحي»، ديوان شعر، أندلسية للنشر، 1991[3]
- «الممرات لا تحتوي عابريها»، ديوان شعر، غريب للنشر، 1996[5][6]
- «فراشات الصمت»، ديوان شعر، المجلس الأعلى للثقافة، 1997
- «صهيل العشق»، ديوان شعر، قباء للنشر، 1998[7]
- «طقوس الانتظار»، مختارات شعرية، مكتبة الأسرة بالهيئة العامة المصرية للكتاب، 2002[8][9]
- «ملامح أخرى لامرأة عنيدة»، ديوان شعر، الهيئة العامة المصرية للكتاب، 2003[10][11]
- «مفاجآت نجوى»، شعر أطفال، نشر إلكتروني، 2005[12]
- «تسابيح شعرية»، نشر إلكتروني، 2005[13]
- «الجرح العربي»، شعر، نشر إلكتروني، 2005[14]
- «الطريق إلى روما»، رواية، نادي القصة، 2007[15]
- «الطريق إلى روما»، رواية، دار غراب للنشر والتوزيع، 2015[16][17]

كما أن لها مجموعة من الدراسات النقدية حول أعمال العديد من الشعراء والأدباء، ودراسة نقدية حول الشوقيات المجهولة، ودراسة ميدانية حول تجربة اقرأ لطفلك بعنوان «أحرجوني.. فقرأت لهم شعرًا»، ودراسة فنية حول أغنية الطفل العربي والقومية العربية، ودراسة ميدانية حول معوقات الإبداع عند المرأة العربية، ودراسة فنية نقدية حول الشعر النسائي المصري، ودراسة تاريخية حول أعمال الشاعر عبد الله السيد شرف.

## الجوائز والتكريمات
- جائزة المجلس الأعلى للثقافة، 1994، عن قصيدة «الليلة الواحدة والعشرون بعد الألف»
- جائزة المجلس الأعلى للثقافة، 1995، عن قصيدة «الرقص في النار»
- المركز الأول على مستوى وزارة التربية والتعليم، شعر الأطفال، 1996، عن قصيدة «كراسة رسم»
- الجائزة التشجيعية من جمعية العقاد الأدبية، برعاية صندوق التنمية الثقافية، 1998، عن ديوان «فراشات الصمت»
- الجائزة الأولى من المنظمة العربية للتنمية الإدارية التابعة لجامعة الدول العربية، 2000، برعاية عبد العزيز الباطين، عن قصيدة «وقِّعي»
- الجائزة الأولى من المنظمة العربية للتنمية الإدارية التابعة لجامعة الدول العربية، 2001، برعاية الأمانة العامة للشباب بالسعودية، عن قصيدة «بنات شجرة الدر»
- جائزة دار الأدباء المصرية، 2004، عن ديوان «طقوس الانتظار»
- جائزة الرواية، نادي القصة بالقاهرة، المركز الأول، 2006
- المركز الأول بشبكة راديو وتلفزيون العرب، عن قصيدة «القلب لو يدري»

## روابط خارجية
- أشعارها على موقع الشعر